# M̃
La M con virgulilla (mayúscula: M̃, minúscula: m̃) es una letra M latina con una virgulilla diacrítica superescrita.

## Uso lingüístico
M̃ o m̃ ha sido usada en la actualidad o en el pasado como grafema en varios idiomas:
- en algunos idiomas de Vanuatu, como el efate norte, efate sur y el namakura, donde representa una velo-labial nasal [ŋm]. La letra fue introducida por los misioneros y se ha utilizado durante más de cien años. Otros idiomas de Vanuatu usan M con macron |m̄| en su lugar.
- en el idioma yanesha de Perú, m̃ representa una m palatalizada
- en lituano, m̃ aparece raramente en alguno textos de gramática. La virgulilla se usa como el circunflejo del griego para indicar un acento tónico largo, por lo que m̃ representa una /m/ que es parte de un diptongo con acento tónico.[1]
- en la transliteración de la escritura de la antigua Licia, representa una m silábica.

En italiano, la abreviatura Ssm̃o o SSm̃o se puede utilizar para Santissimo, del mismo modo que se usa en latín Ssm̃us para Sanctissimus.
La M con virgulilla, en otros sitios web con muchos comentarios en español, la m con virgulilla para los Latinos y también para los Españoles esa m con virgulilla es la consonante letra emñe (o em̃e) esta es forma fonética de escribir la M con virgulilla.
Esta es la primera forma fonética: Emñe, esta es la segunda forma fonética: Em̃e, en resumen así es como se escriben fonéticamente.

## Uso simbólico

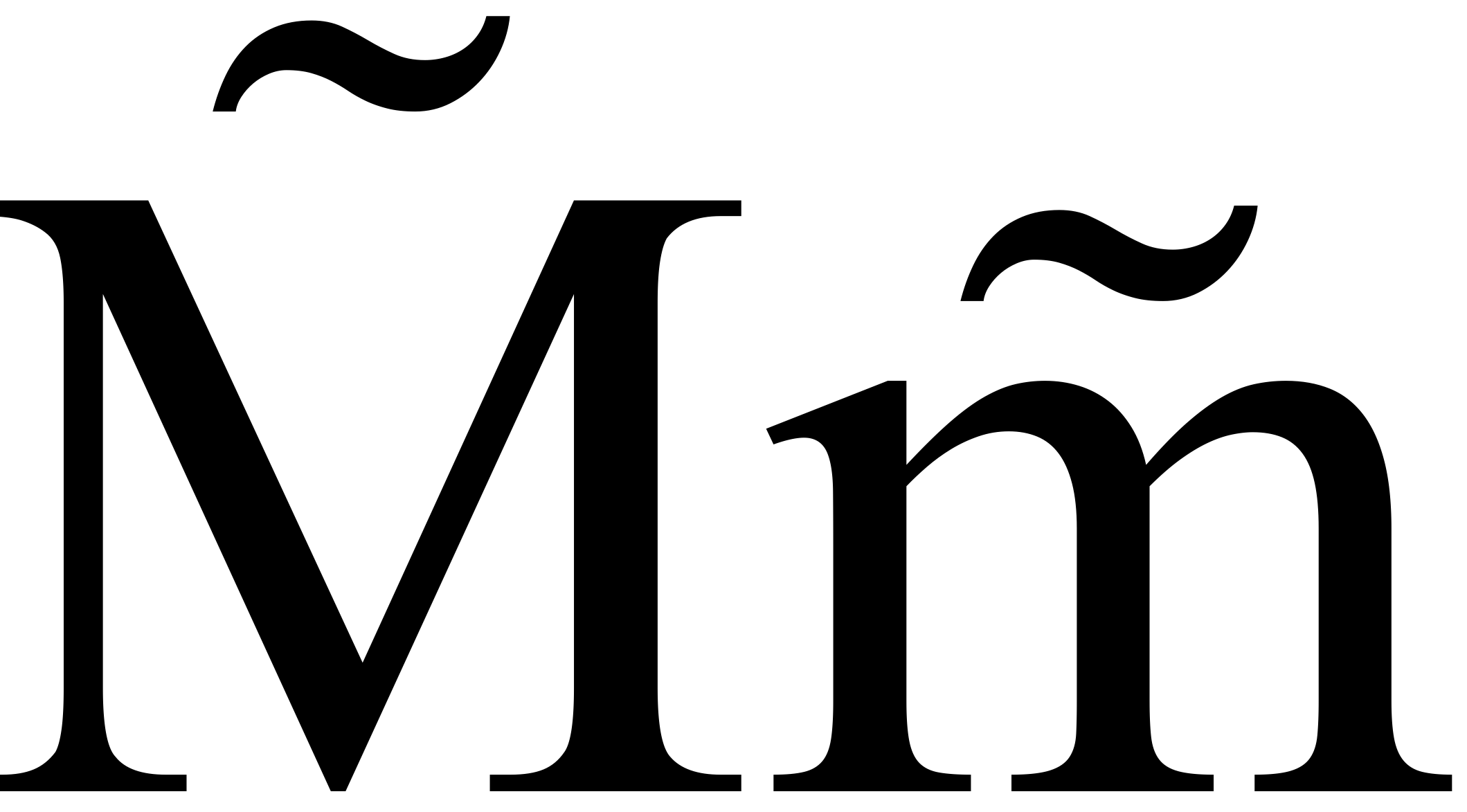

M̃ y m̃ se utilizan en matemáticas y física, véase el artículo virgulilla.

## Uso digital
En el teclado extendido ABC de Apple, m̃ se crea escribiendo m y luego oprimiendo option-shift n.
La letra no tiene ningún código específico en Unicode.